# Cerisy-Buleux
Cerisy-Buleux – miejscowość i gmina we Francji, w regionie Hauts-de-France, w departamencie Somma.
Według danych na rok 2011 gminę zamieszkiwało 258 osób, a gęstość zaludnienia wynosiła 46 osób/km² (wśród 2293 gmin Pikardii Cerisy-Buleux plasuje się na 721. miejscu pod względem liczby ludności, natomiast pod względem powierzchni na miejscu 821.).